# احمد ماهر وریدات
احمد ماهر وریدات (عربی: أحمد ماهر وريدات؛ زادهٔ ۲۲ ژوئیهٔ ۱۹۹۱) بازیکن فوتبال اهل فلسطین است.
وی همچنین در تیم‌های ملی فوتبال زیر ۲۳ سال فلسطین و فلسطین بازی کرده است.